# Grumman HU-16 Albatross

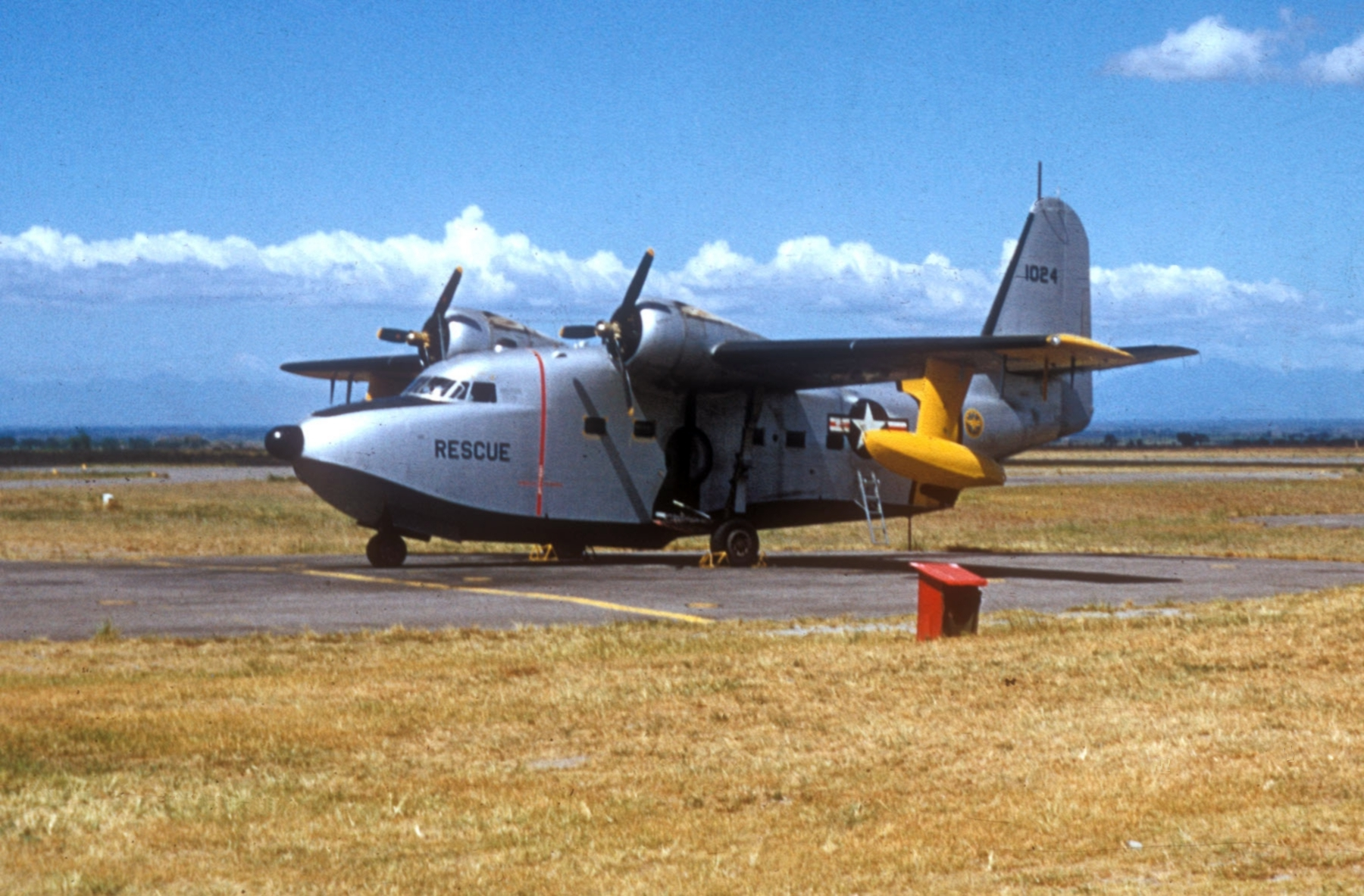
Um USAF SA-16A durante a Guerra da Coreia.

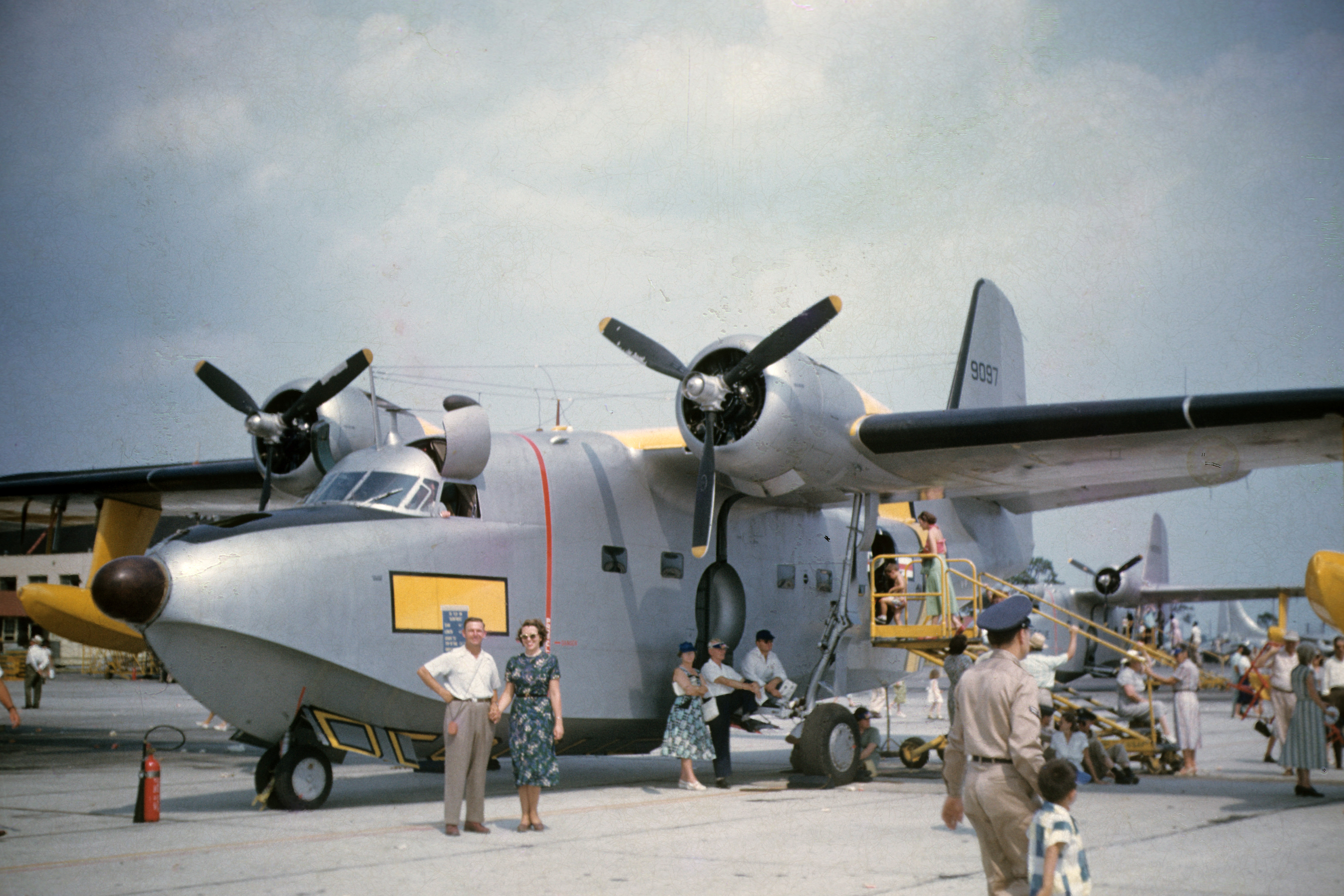
Grumman HU-16 Albatross na MacDill AFB, Flórida, em 1951 ou princípio de 1952.

Grumman HU-16 Albatross é um hidroavião e avião anfíbio de grandes dimensões, bimotor, equipado com motores radiais, que teve como utilizadores primários a Força Aérea dos Estados Unidos (USAF), a Marinha dos Estados Unidos (USN) e a Guarda Costeira dos Estados Unidos (USCG), mas que foi amplamente utilizada por outras forças armadas, principalmente como aeronave de busca e salvamento (SAR). Originalmente designado como SA-16 para a USAF e JR2F-1 e UF-1 para USN e USCG, foi redesignado como HU-16 em 1962. Uma nova construção, que se propõe ser designada por G-111T Albatross, com aviónica e motores modernos foi proposta em 2021 estando prevista a produção na Austrália a partir de 2025.